# Stuart Burrows
Stuart Burrows (7. února 1933 Cilfynydd – 29. června 2025 Cardiff) byl velšský operní pěvec – tenorista. Celosvětové uznání získal díky svému mistrovství v oratorní a operní tvorbě a specializaci na hudbu Pucciniho, Verdiho, Donizettiho a zejména Mozarta, díky čemuž se mu přezdívalo „Mozartův král“.

## Život
Narodil se ve vesnici Cilfynydd na jihu Walesu a své hudební vzdělávání ukončil již ve věku dvanácti let. Později pracoval jako učitel ve městě Bargoed, ale v roce 1959 začal profesionálně zpívat a vystupoval v mnoha představeních. V roce 2007 získal Řád britského impéria.